# Димитровград (Сербия)
Димитровград, ранее Цариброд (серб. Димитровград, болг. Цариброд) — населенный пункт городского типа в Пиротском округе Республики Сербия, административный центр общины Димитровград. Расположен на реке Нишава.

## Топоним
В 1521 году при султане Сулеймане I местность называлась Tekvur Binari (царский фонтан) и служила резиденцией.
Современное название Цариброд получил после Второй мировой войны. Декретом правительства городу присвоено имя руководителя Болгарии и бывшего главы Коминтерна Георгия Димитрова.

## История
В 1885 году в сербско-болгарскую войну город стал местом военных действий. Сначала его заняла Дунайская дивизия сербов, а после битвы при Сливнице город заняли болгарские войска.
В 1888 году Болгарские государственные железные дороги проложили пути к сербской границе, где через Димитровград дорога соединялась с Нишем и позволяла проход Восточного экспресса. В этом же году в городе открылось читалище "Христо Ботев".
В 1892 году построена православная Церковь рождества Богородицы с иконостасом Самоковской школы.
После первой мировой войны город с Западными окраинами тогдашней Болгарии по Нёйискому договору вошёл в состав Югославии.

## Население
Население города по переписи 2002 года было 6968 человек, из которых:
| Национальность  | Население | Процент |
| --------------- | --------- | ------- |
| болгары         | 3 281     | 47.08%  |
| сербы           | 1 735     | 24.89%  |
| югославы        | 425       | 6.09%   |
| цыгане          | 55        | 0.78%   |
| македонцы       | 33        | 0.47%   |
| черногорцы      | 14        | 0.20%   |
| хорваты         | 5         | 0.07%   |
| словенцы        | 3         | 0.04%   |
| горанцы         | 2         | 0.02%   |
| бошняки         | 2         | 0.02%   |
| русские         | 1         | 0.01%   |
| не определились | 572       | 8.20%   |
| Всего           | 6 968     | 100%    |

## Уроженцы
- Златан Дудов — кинорежиссёр, коммунист.